# Tapage (bruit) en France
Pour les articles homonymes, voir Tapage et Tapage nocturne.
Le tapage est le fait de provoquer un bruit susceptible de gêner des voisins. Contrairement à une idée répandue, le code civil français ne fait aucune distinction entre le jour et la nuit. Le fait d'être à l'origine d'un bruit causant une gêne est répréhensible à tout moment de la journée ou de la nuit. Le langage populaire retient souvent l'expression tapage nocturne par opposition au tapage diurne quand ce bruit intervient dans la journée mais il ne s'agit que d'un abus de langage. La loi sanctionne dans ses textes le bruit excessif de la même manière qu'il soit commis le jour ou la nuit. Corrélativement il n'existe aucune limite, en termes de décibels par exemple, au-delà duquel le bruit est considéré comme gênant. C'est aux autorités compétentes de statuer (police, municipalité) lorsqu'un conflit se pose, en tenant compte des conditions particulières liées au contexte et à l'environnement. Un concert de klaxon pour un mariage dans la journée près d'un aéroport sera ainsi relativement plus toléré qu'un regroupement sauvage de motos à la campagne de nuit.

## Sanctions encourues (France)
Selon l’article R1336-5 du Code de la santé publique, aucun bruit particulier ne doit, par sa durée, sa répétition ou son intensité, porter atteinte à la tranquillité du voisinage ou à la santé de l’homme, dans un lieu public ou privé, qu’une personne en soit elle-même à l’origine ou que ce soit par l’intermédiaire d’une personne, d’une chose dont elle a la garde ou d’un animal placé sous sa responsabilité. Toute personne à l’origine d’un bruit particulier de nature à porter atteinte à la tranquillité du voisinage ou à la santé de l’homme peut être condamnée à une contravention de 3e classe pouvant aller jusqu’à 450 €. D’autre part, le Code pénal sanctionne le tapage injurieux ou nocturne de la même peine. Dans ces deux cas, toute personne qui a facilité ou assisté la préparation ou l’exécution des faits peut être punie des mêmes peines et l’objet qui a servi ou était destiné au tapage peut être confisqué. Le versement de dommages-intérêts peut être envisagé.